# Amicale sportive Toussieu
 (juillet 2017).
Si vous disposez d'ouvrages ou d'articles de référence ou si vous connaissez des sites web de qualité traitant du thème abordé ici, merci de compléter l'article en donnant les références utiles à sa vérifiabilité et en les liant à la section « Notes et références ».
Maillots
L'Amicale sportive Toussieu est un club de football français basé à Toussieu, dans la région Rhône-Alpes.
Le club, au début féminin, devint masculin après la disparition de celles-ci en 1996. La section masculine se développa alors au fil des années jusqu'à devenir un club ayant plusieurs catégories juniors (u7/u9/u10/u11/u12/u13/u15/u17/u19), en plus des catégories adultes (vétérans/séniors).

## Histoire
L'Amicale sportive Toussieu vit le jour le 17 mars 1945. La section masculine de Football fut longtemps portée par Bernard Bourcier, qui était à la fois joueur-entraineur et président du groupement de la vallée du Rhône.
Mais le club a surtout été reconnu pour sa section féminine créée en 1971. Elle progressa vite et joua en 1983 les matches de barrage pour l'accession en première division, atteignant même en 1988 les quarts de finale de la compétition. Malgré les deux saisons suivantes en seconde division elle finit par disparaître définitivement en 1996.
Aujourd'hui, seule la section masculine est toujours en activité. Elle intègre principalement une équipe de Vétérans au sein de la ligue Rhône-Alpes de football, Une équipe Sénior venant d'accéder en 2014 à la 1reSérie du District du Rhône et plusieurs équipes de jeunes, réparties sur plusieurs catégories (U7 à U19).
L'équipe fanion n'a jamais atteint le niveau régional ou national mais est parvenu à se hisser une saison en Promotion d'Excellence du District du Rhône durant les années 1990.
Dates importantes:
-17 mars 1945: Création de l'AMS Toussieu 
-1971: Création de la section féminine 
-1988: Quarts de finale de Division 1
-1996: Disparition de la section féminine

## Identité

### Logos

Ancien logo
Logo actuel

## Palmarès Séniors (section masculine) depuis 2013
Le tableau suivant liste le palmarès du club de la section masculine dans les différentes compétitions officielles au niveau départementale
| Edition   | 1re Division District | 2e Division District |
| 2013-2014 |                       | 2e (Poule F)         |
| 2014-2015 | 9e (Poule F)          |                      |
| 2015-2016 | 8e (Poule E)          |                      |
| 2016-2017 | 9e (Poule E)          |                      |
| 17-20180  | ème (Poule E)2        |                      |
| --------- | --------------------- | -------------------- |

## Palmarès section féminine de 1974 à 1996 (disparition)
Le tableau suivant retrace le parcours du club depuis la création du championnat de Division 1 en 1974, jusqu'à sa disparition en 1996.
| Édition   | Division 1    | Division 2             | Divisions Régionales |
| 1974-1983 | -             | -                      | …                    |
| 1983-1984 | -             | 3e (Gr. A)             | -                    |
| 1984-1985 | -             | 2e (Gr. B)             | -                    |
| 1985-1986 | 3e (Gr. B)    | -                      | -                    |
| 1986-1987 | 2e (Gr. C)    | Championnat inexistant | -                    |
| 1987-1988 | 1/4 de finale | Championnat inexistant | -                    |
| 1988-1989 | 9e (Gr. B)    | Championnat inexistant | -                    |
| 1989-1996 | -             | …                      | …                    |